# Martha Combariza
Martha Gertrudis Combariza Osorio (Bogotá, Colombia, 16 de noviembre de 1955-18 de julio de 2022) fue una artista, educadora, gestora cultural colombiana reconocida por sus aportes al campo de la Museología al haber participado en la constitución de la Maestría en Museología y Gestión de la Patrimonio y los espacios educativos en el Museo de Artes de la Universidad Nacional de Colombia.

## Biografía
Artista plástica y docente de la Escuela de Artes Plásticas de la Universidad Nacional de Colombia. Durante su carrera ha realizado investigaciones en Arte y museología,ha sido profesora de las Universidades Jorge Tadeo Lozano, los Andes y coordinadora de la Maestría en Museología y Gestión del Patrimonio de la Universidad Nacional de Colombia. Su obra artística, dentro de la escultura, el dibujo y la instalación ha explorado reflexiones en torno al territorio y la casa como hábitat.
Su trayectoria como artista ha contemplado exposiciones individuales y colectivas tanto dentro como fuera del país y  ha representado a Colombia en diferentes eventos, concursos, exposiciones y Bienales.
Marta Combariza se graduó en 1981 del Programa de Artes Plásticas de la Universidad Nacional de Colombia, y en 2003 obtuvo el título de Magíster en Artes Plásticas y Visuales en la misma Universidad. En 1985 formó parte de la muestra “Egresados recientes en la Universidad” en la que participó con dibujos en pequeño formato. Dichas obras inauguran, desde el carácter plano del papel, lo que Miguel González denomina en las instalaciones de Combariza como “una poética del espacio”. En el año  1986  trabajó en el área de educación del Museo de Arte de la Universidad Nacional dirigido por María Elena Bernal; esta experiencia marcaría las posteriores investigaciones y exploraciones como gestora cultural y museóloga no sólo en la Universidad Nacional de Colombia, sino en otras instituciones del país. Así, en 1990 Marta Combariza se vinculó al proyecto impulsado por María Elena Ronderos y María Elena Bernal, El Museo un aula más en la vida cultural de los escolares. Esta experiencia cristalizaría, algunas décadas más adelante, en la gestión de espacios de formación, profesionalización y capacitación del trabajadoras y trabajadores de museos en el país. Además de su destacada trayectoria como artista plástica, Marta Combariza sostuvo un compromiso constante con los proyectos educativos que acercaban el museo a la escuela como entes complementarios y dialogantes. Este vínculo dinámico entre producción artística, gestión y formación museológica, le permitió imprimir su sello al programa de Maestría en Museología y Gestión del Patrimonio de la Universidad Nacional de Colombia.
Desde 1999 trabajó como docente de planta en la Facultad de Artes de la Universidad Nacional de Colombia, lugar donde pudo experimentar no solamente el lenguaje pictórico o el diálogo entre materiales, sino que también le posibilitó ampliar los límites disciplinares de las artes en el cruce con la gestión cultural, la museología y la investigación-creación.

## Obra artística
Con respecto a su obra, desde finales de los años ochenta se evidencia un interés por la tierra como materia escultórica. En esta época trabajó en el barrio Chircales de Bogotá, en el cual, la experiencia de observar la rudeza y crudeza de la vida de quienes fabricaban los ladrillos impactó posteriores trabajos de creación en los cuales las líneas entre arte, etnografía y vínculos con el territorio se harían más evidentes. En 1990 inició el proyecto de investigación “Los colores del Valle de Tenza”, gracias a la beca Francisco de Paula Santander del Instituto Colombiano de Cultura (Colcultura); la investigación lleva a la artista a hacer énfasis en la tierra como tema y como materia en muchas de sus obras posteriores. El resultado fue expuesto en el Museo de Arte de la Universidad Nacional de Colombia bajo el título “Espacio dos miradas”. Como producto de esta misma búsqueda con el material, en 1993 creó las obras “Reflejos”y”Espejos de tierra”, y en 1995, “Sueños de tierra”. Estas experiencias y su interés por los saberes ancestrales, las tradiciones y los sueños, la llevaron de forma intuitiva a un campo que ahora se reconoce como puente entre la etnografía y el arte.
Las desarrolladas entre los años 2000 y 2013 comprenden exploraciones plásticas, que en diálogo con los intereses en torno a la tierra, conceptos como el habitar,  la casa, y el  paso de la vida a la muerte se articulan en dichas búsquedas de creación artística. Así, obras como Homenaje a Alejandro de 2001, expuesta en la muestra colectiva Tránsito, en el Museo de Arte de la Universidad Nacional, la artista abordó a través de una instalación escultórica y  un performance aquel paso de la vida a la muerte atravesado por la pérdida de su hijo en 2001. La escultura fue construida con piezas de adobe de una casa en ruinas y albergaba algunos símbolos relacionados con la vida de su hijo. También realizó un performance que consistió en barrer de forma circular los desechos producidos por el proceso de instalación. En Ciudad de tierra, con los mismos bloques de esta instalación, construye un paisaje de “casas inútiles” representadas por bloques de adobe. Con estas piezas realiza una intervención en la cual involucra su cuerpo como parte del paisaje.
Ampliando su mirada en varios proyectos hacia la ciudad y el territorio como conceptos de investigación, Martha desarrolló el performance Mi casa a cuestas, a partir de la recolección de desechos y la Casa entre la tierra, en el Jardín Botánico de Bogotá.  La ciudad de todos, indagó  los deseos de las personas sobre el lugar y la forma de su casa soñada y se plasma en instalaciones, acciones y un libro de artista.
Desde 2013, la investigación y procesos plásticos de Martha Combariza articuló  su labor docente en la Universidad Nacional de Colombia, abriendo y expandiendo nuevas posibilidades de investigación y de praxis artística dentro de las líneas de arte y comunidad, arte y territorio y la relación con la Museología.Para 2020, Martha comenzó la realización de un nuevo proyecto denominado Territorio flotante: museo portátil itinerante comunitario.

## Exposiciones
- 2015 Bienal Femsa. Monterrey, México.
- 2014 Bienal Femsa. Monterrey, México.
- 2010 Horizontes. Museo de Arte Bolivariano Quinta de San pedro Alejandrino, Santa Marta.
- 2010 Cuerpo resonante. Museo de Arte Ciudad de Cúcuta.
- 2008 Maestros Museo de Arte Universidad Nacional, Bogotá
- 2007 Atmósfera. Centro Colombo Americano, Bogotá.
- 2006 Hábitat:Siembra azul. Museo de Arte Bolivariano de la Quinta de San Pedro Alejandrino. Santa Marta.
- 2006 Día Internacional de la mujer. Galería Café Libro, Bogotá.
- 2005 Hilar. Galería cuarto nivel, Bogotá.
- 2005 Arte para la Biblioteca. Sala de exposiciones de la ASAP, Bogotá.
- 2005 La poética de la Cerámica. Galería Club El Nogal, Bogotá.
- 2005 Formato Pequeño. Galería Club El Nogal, Bogotá.
- 2004 Sobre la luz. Centro Colombo Americano, Bogotá. Curaduría a cargo de Piedad Casas.
- 2003 Punto de Encuentro. Museo de Arte Universidad Nacional de Colombia, Bogotá.
- 2002 Entre. Tesis de grado Maestría en Arte. Facultad de Artes, Universidad Nacional de Colombia.
- 2002 Portátil. Museo de Arte Universidad Nacional de Colombia, Bogotá.
- 2001 Salón Regional de Artistas. Museo de Arte Universidad Nacional de Colombia, Bogotá.
- 2001 Intervenciones Edificio de posgrados Universidad Nacional de Colombia, Bogotá.
  - El objeto paradójico. Museo de Arte Universidad Nacional de Colombia, Bogotá.
- 2000 Tránsito. Museo de Arte Universidad Nacional de Colombia, Bogotá.
- 1999 II Bienal Iberoamericana de Lima, Perú.
- 1998 Subasta Uniandes asesorada por Christie’s.
  - Fragilidad. Museo de Arte Universidad Nacional de Colombia, Bogotá.
  - Adquisiciones 95-97 Centro Colombo Americano, Bogotá.
  - Selección colección Museo de Arte Universidad Nacional de Colombia, Bogotá.
- 1997 Workshop Internacional. La Habana, Cuba.
- 1995 Bienal Internacional de Pintura. Cuenca – Quito, Ecuador.
  - Sueño tierra – Hora Tana [instalaciones]. Centro Cultural FES, Cali.
  - Arte Contemporáneo de los No Alineados. Yakarta, Indonesia.
- 1994 XXXV Salón Nacional de Artistas, Bogotá.
- 1993 Desde siempre. Galería Garcés Velásquez, Bogotá.
  - Límites. Museo de Arte Moderno La Tertulia, Cali.
- 1992 Invitada al XXXIV Salón Nacional de Artistas.
  - Invitada a la III Bienal de Bogotá, Colombia.
  - VIII Bienal Iberoamericana de Arte, América nuestro Continente. México.
  - Imágenes contemporáneas. Queens Museum of Art, Nueva York, EE. UU.
  - Imaquinaciones: 16 miradas al 92. Expo-Sevilla, España.
  - Barro de América. Primera Bienal, MACSI Museo de Arte Contemporáneo. Caracas, Venezuela.
  - Entre trópicos. MACSI Museo de Arte Contemporáneo. Caracas, Venezuela.
  - Bienal Iberoamericana. Ciudad de México, México.
  - XXXIV Salón Nacional de Artistas, Bogotá.
  - III Bienal de Bogotá. Museo de Arte Moderno de Bogotá.
- 1991 Invitada a la exposición Entre trópicos, Museo de Arte Contemporáneo Sofía Imver MACSI. Caracas, Venezuela.
- Espejos de Tierra. Centro Colombo Americano, Sede Norte, Bogotá.
- 1990 Invitada a la exposición itinerante Imaginaciones 16 miradas, con motivo del V
  - Centenario del Descubrimiento de América.
  - Museo Kunst Forum de Arabella Park. Múnich, Alemania.
  - Arte Abstracto de los Ochenta. Centro Colombo Americano, Bogotá.
  - XXXIII Salón Nacional de Artistas, Bogotá.
  - Espacio dos miradas. Museo de Arte Universidad Nacional de Colombia, Bogotá.
- 1987 Instalaciones. Museo de Arte Contemporáneo, Bogotá. Instalación de fotografía y pintura con imágenes de ballenas junto con Fernando Cruz – MAC / Chircales.
- 1986 Diez Mujeres en el Arte. Galería Skandia, Bogotá.
- Egresados Recientes. Museo de Arte Universidad Nacional de Colombia, Bogotá.
- 1985 Dibujo Actual en Colombia. Ministerio de Relaciones Exteriores. Miami, Estados Unidos.
- 1984 Instituto Internacional de Integración Convenio Andrés Bello: Bogotá, Colombia;Quito, Ecuador; Lima, Perú; La Paz, Bolivia.
  - New Colombian Plastic. Programa de Imagen de Colombia. Ministerio de Relaciones Exteriores: Tokio, Pekín, Seúl.
  - Mujeres en el Arte. Museo de Arte Contemporáneo, Bogotá.
  - Dibujo Actual en Colombia. Centro Colombo Americano, Bogotá.
  - Homenaje de Artistas Abstractos a Rafael García Herreros. Museo de Arte Contemporáneo, Bogotá. Banco de la República, Ibagué. Banco de la República,Girardot.
- 1983 Exposición de Pintura para el Premio Cristóbal Colón. Galería Santa Fe.
  - Primer Salón Nacional de Arte 250 Años Ciudad de Cúcuta, Cúcuta.
  - Exposición de Pintura para el Premio Cristóbal Colón. Galería Santa Fe. Primer
  - Salón Nacional de Arte 250 Años Ciudad de Cúcuta, Cúcuta. 1983 -Biblioteca Luis Ángel Arango, Bogotá. Pinturas época blanca.
- 1982 Galería Arte 80, Ciudad de Panamá, Panamá.
  - Arte Colombiano del Siglo XX. Nuevos Aportes y Tendencias. Centro Colombo Americano, Bogotá.
- 1981 II Salón Nacional de Arte. Museo de Arte Contemporáneo de Bogotá. Pintura sobre papel.
- 1980 II Bienal Universidad de los Andes, Bogotá. Nuevos Maestros. Biblioteca Luis Ángel Arango, Bogotá. Exposición de graduados.

## Premios y reconocimientos
- 1992 Mención de Honor en el XXXIV Salón Nacional de Artistas.
- 1989 Beca Francisco de Paula Santander, Ministerio De Cultura De Colombia.
- 1983 Invitada a participar en el Premio Cristóbal Colón. Tercer premio, Primer Salón Nacional de Arte, 250 años Ciudad de Cúcuta, Norte de Santander.